# 杞渓・安康の戦い
杞渓・安康の戦い（日本語：キゲ・アンカンのたたかい、きけい・あんこうのたたかい、韓国語：杞渓・安康戰鬪、기계・안강 전투）は、朝鮮戦争中の1950年8月に起きた大韓民国陸軍（以下韓国軍）及び朝鮮人民軍（以下人民軍）による戦闘。

## 経緯
洛東江防御線形成時、韓国軍第1軍団（軍団長：金弘壹少将）は第8師団（師団長：崔徳新大領）が義城一帯を、首都師団（師団長：金錫源准将）が吉安一帯を防御していた。右翼の韓国軍第3師団（師団長：李俊植准将）は盈徳をめぐって人民軍第5師団（師団長：金昌徳少将）と交戦しており、左翼では韓国軍第2軍団（軍団長：劉載興准将）が大邱北方を防御していた。
人民軍第2軍団（軍団長：武亭中将）は、隷下の第1師団、第13師団、第15師団を大邱正面に、第8師団（師団長：呉白龍少将）を安東-義城-永川沿いに、第12師団（師団長：崔仁斗少将）は杞渓-安康-慶州沿いに進撃させ、第5師団は引き続き浦項に進撃させて釜山を占領する計画であった。
韓国軍第1軍団隷下の首都師団は吉安で防御陣地を編成し、第1連隊は楸木洞に、第18連隊（連隊長：任忠植大領）はその東部の高地一帯に、配属された機甲連隊（連隊長：白南権大領）は真宝南側の飛鳳山一帯に配置した。

## 部隊

### 韓国軍
- 第1軍団 軍団長：金弘壹少将
  - 首都師団 師団長：金錫源准将、8月7日から白仁燁大領
    - 第1連隊 連隊長：尹春根中領、8月7日から韓信中領
    - 第18連隊 連隊長：任忠植大領
    - 機甲連隊 連隊長：白南権大領
- 浦項地区戦闘司令部 司令官：李成佳大領
  - 第25連隊 連隊長：兪海濬中領、8月11日から李奇建大領
  - 第17連隊 連隊長：金熈濬中領
  - 第1遊撃大隊 大隊長：鄭震少領
  - 第2遊撃大隊 大隊長：金龍周中領
  - 海軍陸戦隊 隊長：姜起千少領
  - 警察隊
  - 75ミリ山砲中隊

### 人民軍
- 第2軍団 軍団長：武亭中将
  - 第12師団 師団長：崔仁斗少将
  - 第766連隊 連隊長：呉振宇大佐

## 戦闘

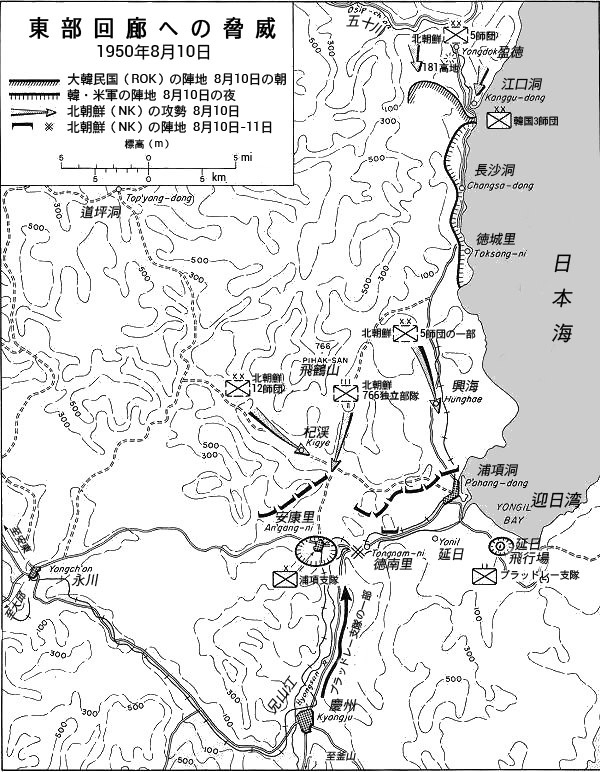
杞渓・安康・浦項の戦闘

8月5日、人民軍の攻勢が開始された。首都師団は第1連隊の後方から人民軍の奇襲を受け、師団の戦闘指揮所と第1連隊指揮所が襲撃されて数時間で防御線が瓦解した。第1連隊は師団の命令で義城一帯に分散後退し、退路を遮断された第18連隊と機甲連隊も翌日までに義城に撤退した。
首都師団が義城に後退したことによって青松-杞渓道沿いが空白状態となり、人民軍第12師団がこの空白地帯を南進し、9日に杞渓を占領した。この事態に韓国陸軍本部は第25連隊を杞渓に投入した。第25連隊第1大隊は安康北方の445高地を占領したが、人民軍の奇襲で壊乱した。
8月10日、445高地を占領した人民軍の部隊は東南に進撃して海軍陸戦隊を圧迫しており、また主力は杞渓周辺に集結中であった。第25連隊は人民軍が放棄した445高地を占領。陸軍本部は浦項地区戦闘司令部を編成し、隷下の部隊を杞渓に投入した。
8月11日、安康里に到着した第17連隊は、第3大隊をもって海軍陸戦隊と協同で安楽川東岸の236高地南側を確保させ、第1大隊をもって良洞里北側の165高地を確保させた。
8月13日、445高地が人民軍に占領される。第25連隊は壊滅し、第17連隊主力が肩代わりした。韓国軍の防御は薄くなり、人民軍の総攻撃が始まればいつ崩壊するかわからなかった。
8月13日、丁一権参謀総長は軍威正面で防御中の第6師団（師団長：金鐘五准将）を義城正面の第8師団に後退させ、第8師団で首都師団の正面を肩代わりさせた。これによって首都師団を安康里正面に転用して杞渓に侵入した人民軍を対処させようとした。同日午後、第1軍団で作戦会議が開かれた。会議の焦点はいかにして首都師団を迅速に転用するかであった。輸送手段は鉄道輸送であったが、輸送力は1個連隊で精一杯であり、師団全力が集結する前に人民軍が総攻撃を開始すれば安康の防御が崩壊する可能性があった。ここで白仁燁師団長は、第18連隊を人民軍の背後に突進させる案を提案し、金弘壹軍団長は南北からの挟撃を決心した。
8月13日から杞渓の挟撃が始まったが、第18連隊長・任忠植大領は、出発するにあたり将兵から遺髪と爪と遺書を集め司令部に託した。第1軍団司令部と首都師団司令部が慶州に移動し、第1連隊と第26連隊（連隊長：李白雨中領）も到着した。白仁燁師団長が安康一帯の作戦を統制することになった。白仁燁師団長は第1連隊と第26連隊を投入して、高地争奪中の第17連隊と第25連隊を支援した。洞坪里を出発した第18連隊と機甲連隊は人民軍の輜重部隊を捕捉しながら南下した。
8月14日朝、第1連隊の正面に第766連隊が攻撃してきたが、空軍の支援を受けてこれを撃退した。第17連隊は445高地を争奪中であった。第26連隊は第25連隊の残部を吸収し、陣地を確保した。第18連隊と機甲連隊は、立岩里に集結して補給を待っていた約1個連隊を南北から挟撃した。人民軍は多くの遺体を残して杞渓や飛鶴山に壊走した。
8月15日、金弘壹軍団長は首都師団に総攻撃を命じた。杞渓南側の首都師団は目標高地を占領し、第18連隊と機甲連隊は人民軍の退路を遮断した。
8月16日、人民軍の反撃が開始されたが、韓国軍もまた反撃を繰り返し陣地を確保した。
8月17日、人民軍は杞渓南側の高地を奪回しようとしたが、確保することができず午後5時頃、杞渓北方に後退した。同日、第18連隊は大隊規模の部隊の攻撃を撃退した。人民軍は200余りの遺体を残して飛鶴山方面に後退した。
8月18日、首都師団は南北から挟撃を開始した。人民軍は弾薬を撃ち尽くしていたにもかかわらず死にもの狂いの抵抗を試みたが、午後1時頃に第18連隊が杞渓に突入すると、重装備を遺棄し、分散して飛鶴山に敗走していった。
韓国軍の戦果は、射殺1,245人、捕虜17人、武器弾薬を多数鹵獲した。韓国軍の損害は、戦死92人、負傷171人、失踪500余人であった。8月19日、首都師団は飛鶴山に向けて追撃の準備をした。飛鶴山に撤退した第12師団は、軍団命令によって第766連隊を吸収し、新兵2,000人余りの補充を受けて再編成したが総兵力は5,000人に過ぎなかった。